# Fräulein Leutnant
Fräulein Leutnant ist ein deutsches Stummfilm-Militärlustspiel aus dem Jahre 1914 von Carl Wilhelm.

## Handlung
Irgendwo im Vorkriegs-Deutschland zur Zeit Kaiser Wilhelm II., in einer kleinen Reitergarnison. Der Regimentskommandeur, ein etwas aufgeplusterter und bramarbasierender Oberst, erhofft in nächster Zeit seine Ernennung zum General. Da die Garnison unmittelbar vor der Inspektion durch einen hochrangigen Militär steht, ist der Oberst unbedingt darauf aus, jeden noch so winzigen, karrierebehindernden Zwischenfall unbedingt zu vermeiden. Daher greift der Kommandeur bei jeder geringen Verfehlung doppelt so hart durch wie sonst. Sollte auch nur ein einziger Offizier beim Kartenspiel erwischt werden, wird augenblicklich ein Stubenarrest verhängt. Es trifft sogar seinen eigenen Sohn, der eigentlich am nächsten Tag im Stadtrat seine Verlobung feiern wollte und nun seine Strafe abbrummen soll.
Der heiratswillige Jungoffizier hat Glück, da seine Schwester bereit ist, für ihn die Strafe abzusitzen. Während der Leutnant in Zivil am Bankett teilnimmt, hat sich die junge Dame in den Uniformrock hineingezwängt und wartet derweil in der Stube. Dies wäre nicht weiter dramatisch, wenn ihr Liebster, der ebenfalls in der Kaserne stationiert ist, heute Dienst hätte. Doch ausgerechnet jetzt beliebt seine Exzellenz unangemeldet und auch noch am Abend die Garnison zu inspizieren. So ist die Malaise perfekt: der Oberst und Garnisonskommandeur in 1000 Nöten und Ängsten um seine Beförderung, der Junior auf einer Verlobungsfeier, die ihn letztlich im Gemeindearrest landen lässt, und seine Tochter in Uniform und schließlich sogar hoch zu Ross… Am Ende aber löst sich alles in Wohlgefallen auf, und es kommt zu einer Doppelverlobung.

## Produktionsnotizen
Fräulein Leutnant entstand kurz vor Ausbruch des Ersten Weltkriegs. Der Dreiakter besaß eine Länge von 1060 Metern und wurde, je nach Quelle, am 12. oder am 17. April 1914 im Marmorhaus uraufgeführt.
Jean Eduard Fried schrieb die Prolog-Texte, die Malereien und Zeichnungen beim Titel stammen aus der Feder von Erich Wohlfahrt.
Irrtümlicherweise wird Fräulein Leutnant regelmäßig mit dem ähnlich betitelten Militärlustspiel Fräulein Feldgrau gleichgesetzt. Beide Filme haben mit Else Bötticher und Albert Paulig dieselben Hauptdarsteller und wurden vom selben Regisseur inszeniert. Bötticher tritt darüber hinaus in beiden Filmen mit einer Hosenrolle vor die Kamera. Die Produktionsfirmen sind jedoch ebenso wenig miteinander identisch wie auch die Inhalte beider Filme, von denen der eine vor und der andere nach Kriegsausbruch 1914 spielt.
Theaterkünstlerin Bötticher spielt hier eine ihrer ersten Filmrollen.

## Kritik
„Eine stilechte, preußischen Kasernenhof-Blüte, mit … einer ausgelassenen Tochter, die auch in der schmucken Husarenuniform Schneid und Humor zeigt. Else Böttcher [sic!], die in der Hosenrolle sich voll ihrer „männlichen“ Aufgabe gewachsen zeigt, schafft heitere Situationen ohne Zahl und hat den vollen Erfolg für sich, zu dem auch Albert Paulig als sekundierender Offiziersbursche nicht wenig beiträgt. (…) Alles wird in einem fröhlichen Tempo und unter stürmischer Heiterkeit abgewickelt.“